# Laura Thoma
Laura «Fredy» Thoma (* 15. Oktober 1901 in St. Gallen; † 7. April 1966 in Zollikon, ZH) war eine Schweizer Aktivistin der ersten Lesbenbewegung und Schriftstellerin.

## Leben
Laura Thoma war das jüngste von 17 Kindern und kam aus einfachen Verhältnissen. Ihre Familie übersiedelte von St. Gallen nach Zürich, wo sie aufwuchs; einen Beruf erlernt hat sie vermutlich nicht.
Thoma fand sich bereits seit ihrer Kindheit Frauen zugewandt, die Natur ihrer Neigung blieb ihr aber lange unklar. Als Zwanzigjährige lernte sie eine Frau kennen, mit der sie fünf Jahre eine enge Frauenfreundschaft pflegte, als eine lesbische Liebe verstanden aber beide diese Freundschaft nicht. Als Thomas Freundin dann heiratete, zerbrach die Freundschaft und auch Thoma heiratete in der Erwartung, so würden sich ihre Probleme lösen. Die Ehe erwies sich jedoch als unglücklich und wurde am 21. März 1930 geschieden. Kurz darauf begegnete sie einer Frau, die ihr ein Exemplar der Berliner Zeitschrift Frauenliebe gab, erst mit dieser Lektüre konnte sie sich als  gleichgeschlechtlich liebende Frau identifizieren.

## Wirken
Nachdem Thoma durch die Lektüre der Frauenliebe erstmals auch von der vitalen lesbischen Subkultur Berlins erfahren hatte, entschied sie sich 1931 zu einer mehrwöchigen Reise nach Berlin. Dort bekam sie auch Kontakt zur Nachfolgezeitschrift der Frauenliebe, der Garçonne, in der sie bis 1932 wiederholt Texte veröffentlichte. Zu diesen Texten gehörte auch ein Aufruf an die Schweizer Leserinnen der Garçonne, sich zu organisieren.
Nach ihrer Rückkehr nach Zürich traf sich Thoma im August 1931 mit mehreren Frauen, die ihren Aufrufen gefolgt waren, und gemeinsam gründeten sie den «Damenklub Amicitia», die erste Organisation lesbischer Frauen in der Schweiz, deren Präsidentin sie wurde. Noch im selben Jahr ging der Damenklub mit dem mannmännlichen «Excentric-Club Zürich» (ECZ) unter der Leitung von August Bambula zusammen im Dachverband «Schweizer Freundschafts-Verband Amicitia» auf. Thoma und Bambula verlegten im Namen des Verbands am 1. Januar 1932 die erste homosexuelle Zeitschrift der Schweiz, Das Freundschaftsbanner, nach dem Vorbild der Garçonne; 1933 übernahm Anna Vock die Herausgabe und den Verlag. Für das mehrfach umbenannte Magazin schrieb Thoma weiter regelmäßig – sowohl bewegungspolitische Texte als auch belletristische Arbeiten, in denen sie lesbische Lebensweisen ausformulierte. Über ihr weiteres Leben bis zu ihrem Tode 1966 ist nichts bekannt.

## Publikationen (Auswahl)
- In einer kleinen Konditorei. In: Frau ohne Herz. Nr. 35/36, 1995.
- Eine Stimme aus der Schweiz. In: Garçonne. Nr. 8, April 1931.